# 南山千恵美
南山 千恵美（みなみやま ちえみ、1981年12月22日 - ）は、関西地区を拠点に活動するタレント。大阪府豊中市出身。松竹芸能所属。血液型AB型。

## 出演

### レギュラー出演
- ABCミュージックパラダイス（ABCラジオ、2001年6月 - 2009年7月3日）
- info!sky・A（スカイ・A sports+、2006年4月 - 2008年6月）
- ミューパラ特区（ABCテレビ、2008年4月 - 2009年12月）
- Music Smile（ABCラジオ、2013年1月5日 - 2016年9月24日）

### テレビドラマ
- 家族善哉（毎日放送・TBS系列全国放送、2006年12月）
- 新・いのちの現場から（毎日放送・TBS系列全国放送、2004年4月）
- てるてる家族（NHK、2004年1月）
- 水戸黄門1000回記念3時間スペシャル（TBS、2003年12月）
- ドレミソラ（毎日放送・TBS系列全国放送、2002年9月）
- 苺リリック（よみうりテレビ）
- カオルコレイコ（よみうりテレビ）

### CM
- チョーヤ梅酒（CM）

## 雑誌
- 「Ray」「シュシュ」（雑誌）